# 馬橋公園

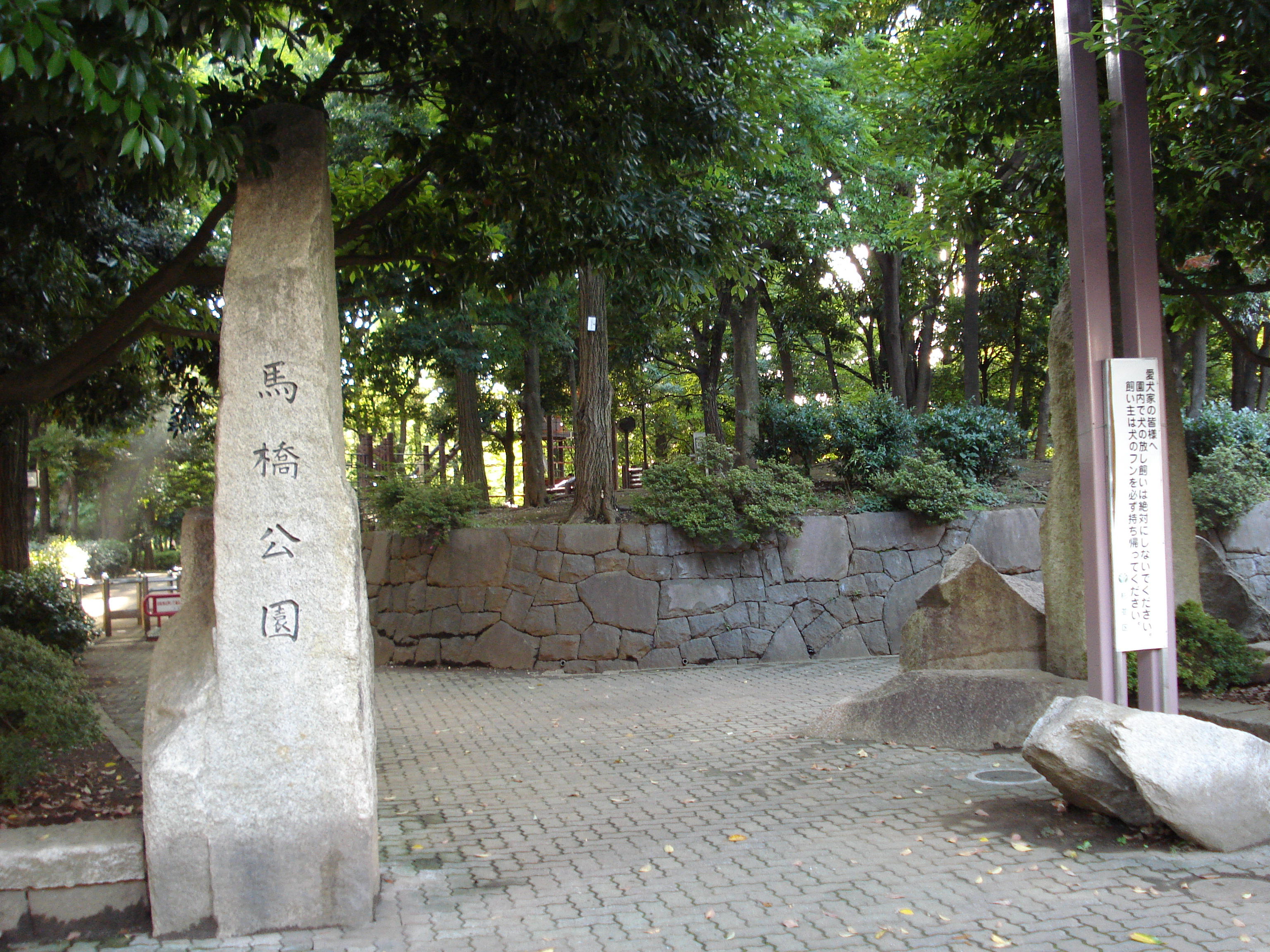
馬橋公園

馬橋公園（まばしこうえん）は、東京都杉並区高円寺北にある杉並区立の公園である。

## 歴史
元々は気象庁の気象研究所があったが、1980年の筑波移転後に跡地が公園として整備され、1985年3月30日に開園したものである。防災空地をかねた公園であり、付近住民の一時避難所にもなっている。公園内は広場や樹木などかあり、高円寺北部の貴重な緑地スペースとして近隣住民の憩いの場となっている。

## 主な施設
- 総面積：19,261m2

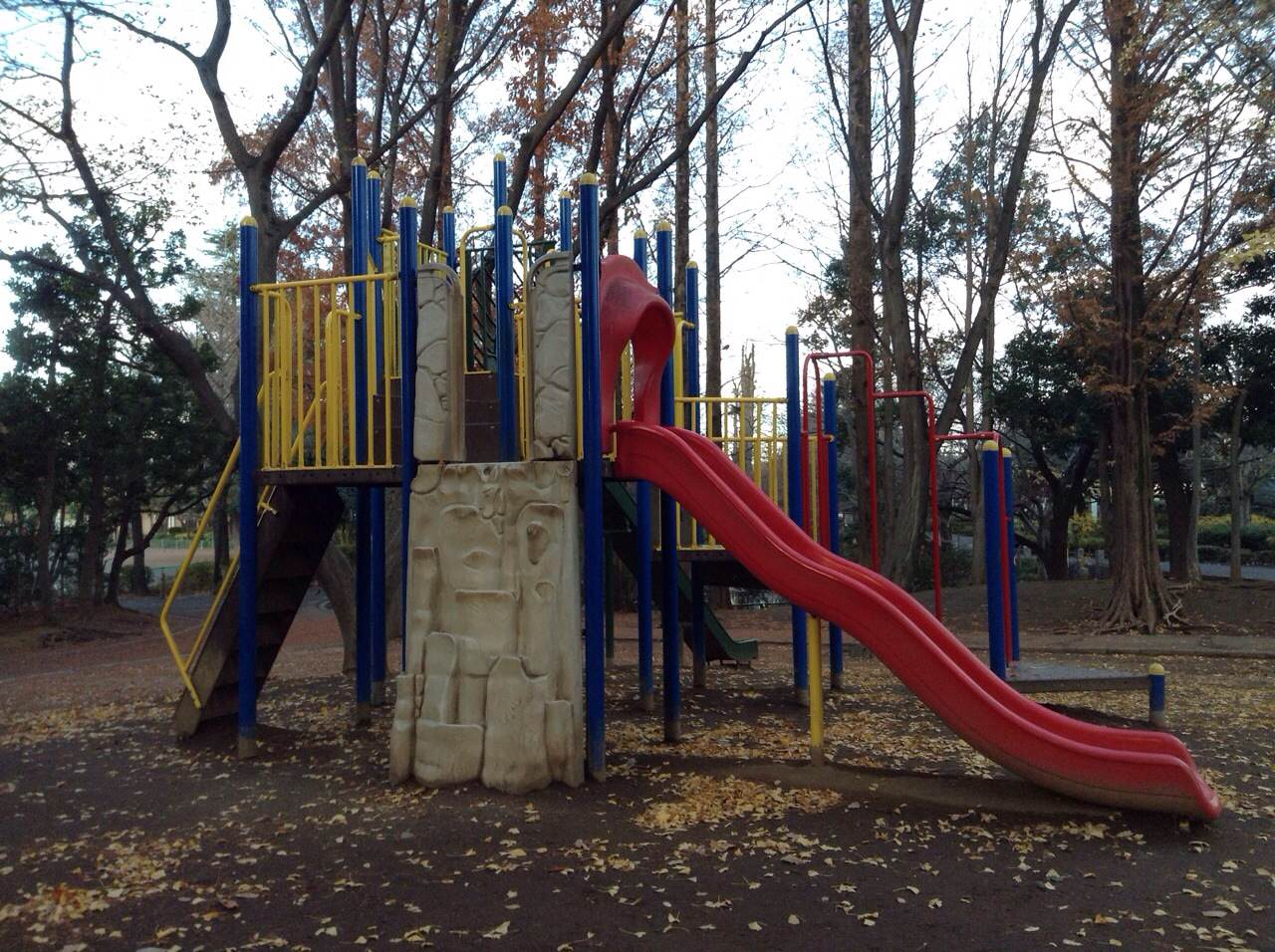
馬橋公園の遊具

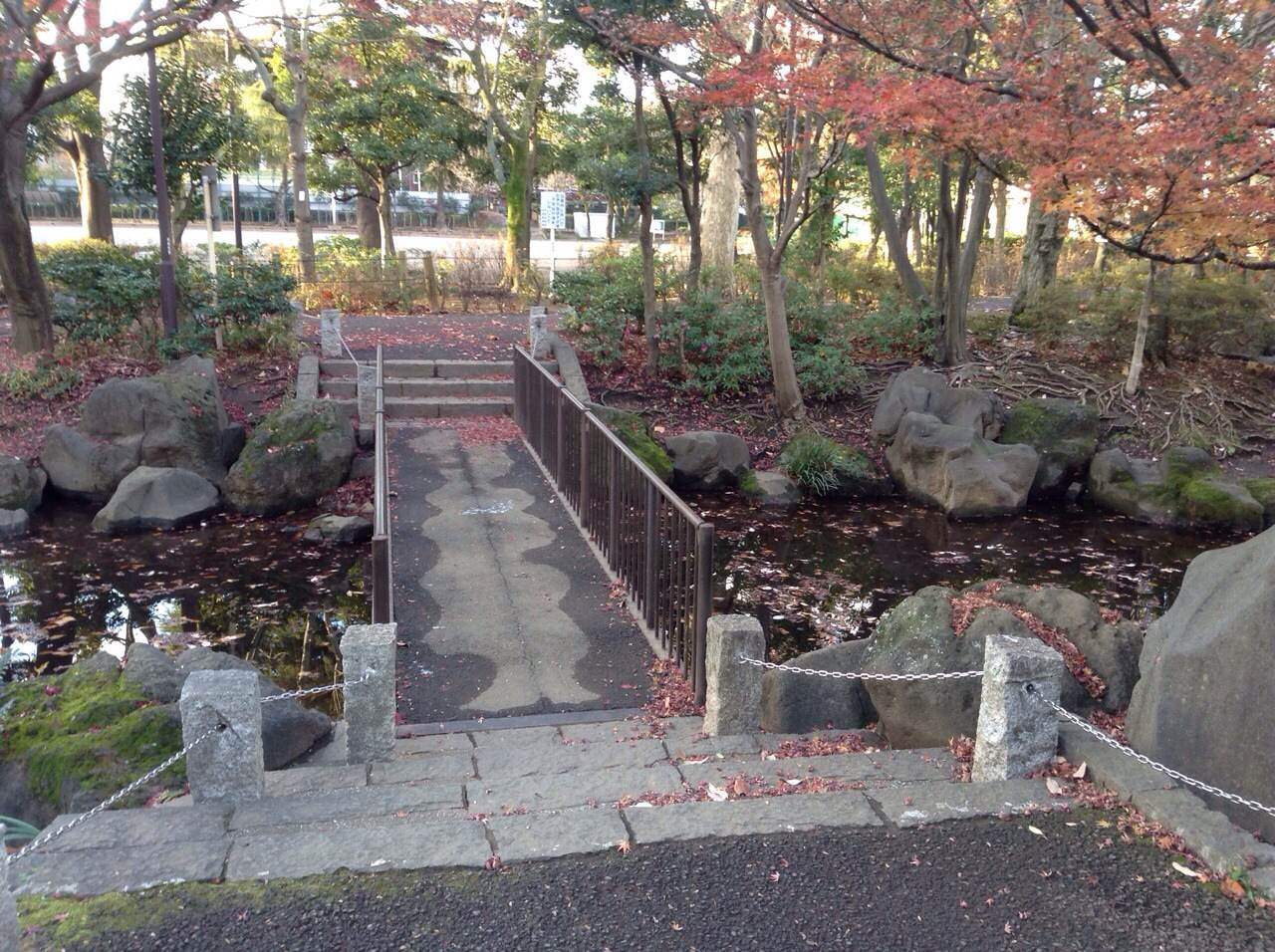
馬橋公園の橋

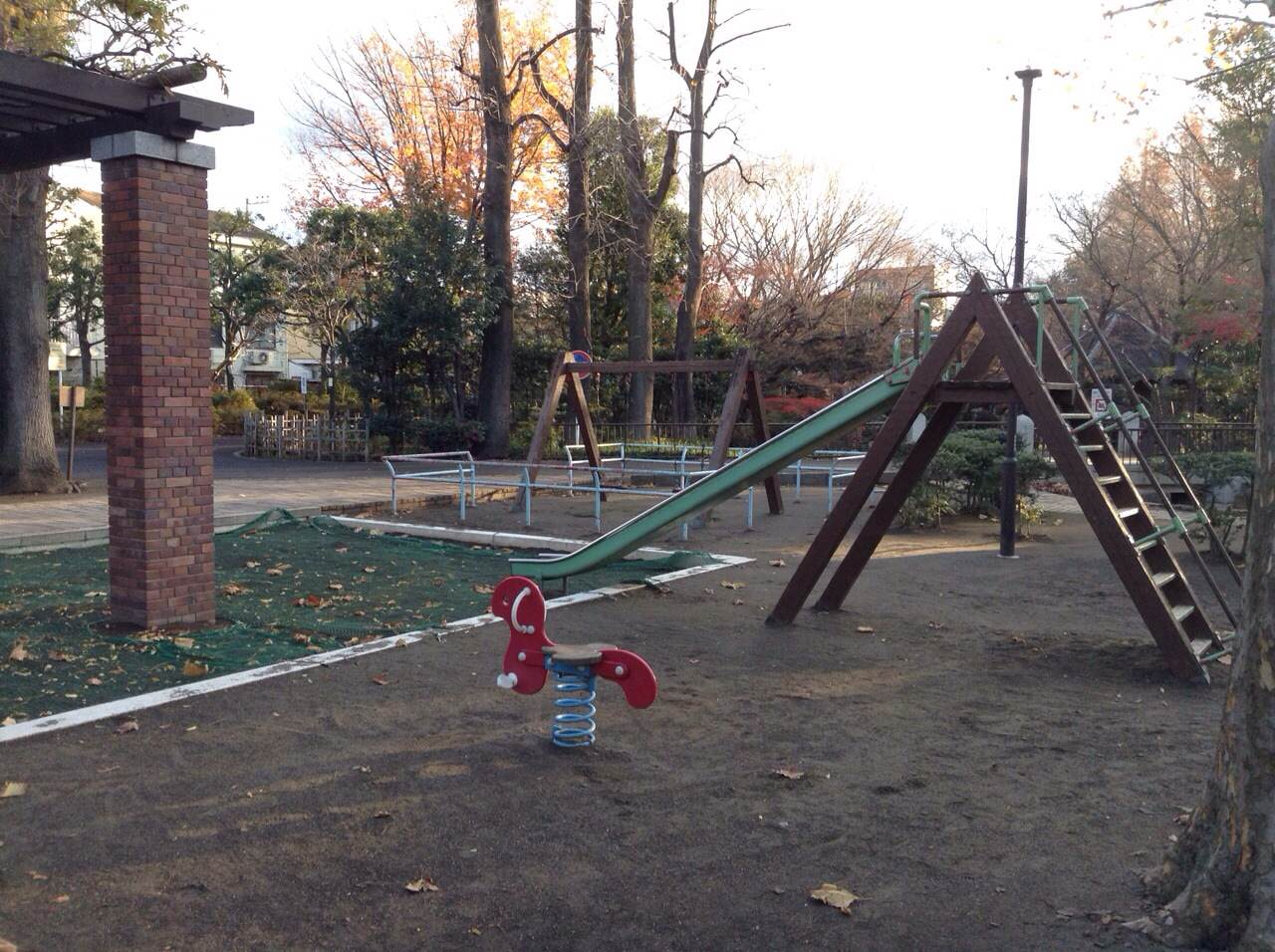
馬橋公園の砂場

- 広場：プラスチック製のアスレチックが設置してある。公園入り口に設置されている案内板には木製遊具と表記されている。
- 池：アカミミガメ、クサガメ、コイなどが生息している。
- 砂場：広場とは別に、砂場とすべり台のあるスペース。
- 馬橋公園運動広場（利用に関しては問い合わせ）

## 隣接施設
- 杉並区立馬橋小学校

## アクセスなど
- 所在地：東京都杉並区高円寺北4丁目35番5号
- JR中央線・高円寺駅北口より徒歩約8分
- 駐車場：なし
- 開園時間：常時開園
- 料金：入園無料